# Jalifa al-Ghawil
Jalifa al-Ghawil (1963, también transliterado como Khalifa y al-Ghweil o al-Ghwell, en árabe خليفة الغويل) es un ingeniero y político libio. Fue designado por el Congreso General —una asamblea legislativa con limitado control sobre el país y sin reconocimiento internacional— como primer ministro de la nación africana en marzo de 2015.

## Biografía
La nominación de Ghawil se da en el contexto de la segunda guerra de Libia. Tras  unos comicios de los que los diputados islamistas salieron ampliamente derrotados, éstos se negaron a reconocer el resultado del sugrafio y siguieron legislando desde Trípoli con el apoyo de la coalición Amanecer Libio.
Al-Ghawil ocupó el cargo de vice primer ministro en el llamado Gobierno de Salvación Nacional creado por el Congreso, en el cual Omar al-Hassi desempeñaba el puesto de primer ministro. Después de que al-Hassi fuera cesado por la asamblea el 31 de marzo de 2015, los diputados solicitaron al-Ghawil que ocupara el cargo de forma interina por un mes, si bien su mandato se fue prorrogando sucesivamente.
En 2016, Naciones Unidas diseñó un plan de paz que trataría de reconciliar al Congreso General y a los diputados ganadores de las elecciones de 2014 —agrupados en la Cámara de Representantes—.  En virtud de este acuerdo se creó un Gobierno de Acuerdo Nacional (GNA por sus siglas en inglés), con Fayez al-Sarraj a la cabeza. Al-Sarraj desembarcó en Trípoli el 30 de marzo de ese mismo año, y determinados grupos armados leales al GNA tomaron la oficina del primer ministro y las sedes de varios ministerios. El 5 de abril la mayor parte de los miembros del Gobierno de Salvación dimitió de sus puestos, quedando así desbandado.
Tras meses fuera del plano político, el 14 de octubre de 2016, hombres leales a al Ghawil tomaron la sede del Consejo de Estado Superior, una institución vinculada al GNA. Al-Ghawil reaparecía en el edificio para anunciar que su Gobierno volvía a estar al cargo de la nación africana, si bien su control efectivo se limitaba a determinadas zonas de la capital y ciudades de los alrededores, como Al-Khums.  Desde entonces se han producido enfrentamientos esporádicos entre milicias leales y opuestas a su mandato.
El 20 de marzo de 2017 una alianza de milicias relacionadas con el Gobierno de Acuerdo Nacional lanzaron una ofensiva contra las fuerzas cercanas al Gobierno de Salvación y retomaron el Hotel Rixos al-Nasr, forzando al Gobierno de Salvación de nuevo al exilio. En la ofensiva, al-Ghawil fue supuestamente herido.